# 돈 힐리

마이클 도널드 힐리 (Michael Donald Healy, 1936년 8월 28일 ~ 2020년 4월 2일)는 시카고 베어스와 댈러스 카우보이스를 위한 내셔널 풋볼 리그의 미식 축구 수비 태클이다. 그는 또한 아메리칸 풋볼 리그( American Football League)에서 버팔로 빌스(Buffalo Bills)의 일원이었다. 그는 메릴랜드 대학교 에서 대학 미식축구를 했다.

## 어린 시절
힐리는 로마 자유 아카데미에 다녔으며, 그곳에서 축구 부문에서 영예의 영예를 안았다. 그는 또한 야구와 하키를 연습했다.

힐리는 1957년 NFL 챔피언 디트로이트 라이온스를 물리친 1958년 대학 올스타 팀의 일원이었다. 그의 팀원으로는 알렉스 카라스, 레이 닛스킥 및 척 홀리가 있다. 그는 또한 시니어 볼과 동서 신사 게임에 참여했다.

## 전문 경력

### 시카고 베어스
힐리는 1958년 NFL 드래프트 3라운드(전체 37위)에서 시카고 베어스에 지명되었다. 그는 두 시즌을 뛰었고 백업 공격수였다.

### 댈러스 카우보이스
그는 1960년 NFL 확장 드래프트에서 댈러스 카우보이스에 의해 선택되었으며, 프랜차이즈 역사상 왼쪽 수비 태클에서 첫 선발 투수가 되었다. 그는 정규 시즌이 12경기였을 때 수립된 덤블 리커버리( 1961년 5개)에 대한 단일 시즌 카우보이 기록을 보유하고 있다.

### 버팔로 빌스
1962년에 그는 아메리칸 풋볼 리그의 버펄로 빌스에서 뛰었다.

## 사망
2020년 4월 2일 플로리다 주 네이플스에서 83세의 나이로 사망하였다.